# Mareen Apitz
Mareen Apitz von Römer (Dresda, 26 marzo 1987) è una pallavolista tedesca.
Gioca nel ruolo di palleggiatrice nel Dresdner.

## Carriera

### Club
La carriera di Mareen Apitz, nota dal 2018 con il cognome von Römer a seguito del matrimonio con Mario, inizia nel 1999 nel settore giovanile del Dresdner, in cui milita per sei stagioni. Nella stagione 2005-06 viene ingaggiata dalla formazione federale dell'Olympia Berlino, esordendo in 1. Bundesliga.
Nell'annata seguente ritorna alla dormazione di Dresda, con cui resta per otto annate, aggiudicandosi due scudetti, una Coppa di Germania e una Challenge Cup, manifestazione in cui premiata come miglior palleggiatrice.
Nella stagione 2014-15 viene ingaggiata dal RC Cannes nella Ligue A francese, aggiudicandosi lo scudetto, trasferendosi quindi nella Superliqa azera per l'annata seguente, quando accetta la proposta dell'Azəryol di Baku.
Dopo due annate all'estero, nel campionato 2016-17 torna in patria, vestendo nuovamente i colori del club della propria città natale, con cui vince altre due Coppe di Germania.

## Nazionale
Nel 2006 ottiene le prime convocazioni con la nazionale tedesca; nel 2011 vince la medaglia d'argento al campionato europeo e nel 2014 all'European League.

## Palmarès

### Club
- Campionato tedesco: 2

2006-07, 2013-14
- Campionato francese: 1

2014-15
- Coppa di Germania: 3

2009-10, 2017-18, 2019-20
- Challenge Cup: 1

2009-10

### Nazionale (competizioni minori)
- Montreux Volley Masters 2014
- European League 2014

### Premi individuali
- 2010 - Challenge Cup: Miglior palleggiatrice
- 2015 - Ligue A: Miglior palleggiatrice